# Осреци (Брус)
Осреци су насеље у Србији у општини Брус у Расинском округу. Према попису из 2022. било је 272 становника. До 2002. године званичан назив насеља је био Осредци (Сл. лист општине Брус 5/2002).

## Географија
Смештено је на источним падинама планине Копаоник. Претпоставка је да назив потиче од величине села-јер спада у осредње у Бруском крају. Од Бруса је удаљено 16 км путем преко Рибара и Милентије, односно 10 км путем преко Велике Грабовнице. С обзиром да је у село планинског типа, до већег броја насеља се долази путем преко Милентије. Пут преко Велике Грабовнице води до насеља Анђелићи и Обрадовићи. Пут преко Милентије до насеља Башићи, Ћурчићи, Кнежевићи, Пурићи, Пејићи, Блажићи, Бићани, Карићи, Гајићи, Ћирићи, Милованчевићи,  Милинчићи. Просечна надморска висина села је 824 м. Највиша тачка села је врх Нерађе, лоциран на 1100 метара надморске висине. Клима варира од умерено-континенталне до субалпске на већим висинама села. Село је богато изворима чисте планинске воде који се могу видети готово на сваком кораку. Један од највећих -извор Градиниште налази се недалеко од насеља Анђелићи. Осим што снабдевају водом околна насеља, готово сви су прилагођени и путнцима намерницима. Кроз село протиче и такозвана Осредачка или Ланишничка река која се у доњем делу Велике Грабовнице улива у Расину. Већина становништва се бави пољопривредом и сточарством. Највише се гаје малине и купине, али и шљива, кромпир и разно воће и поврће које успева на овој надморској висини. Према попису из 2002. било је 474 становника (према попису из 1991. било је 762 становника).

## Демографија
У насељу Осреци живи 401 пунолетни становник, а просечна старост становништва износи 44,8 година (43,1 код мушкараца и 46,7 код жена). У насељу има 132 домаћинства, а просечан број чланова по домаћинству је 3,59.
Ово насеље је великим делом насељено Србима (према попису из 2002. године).
|  |

| Демографија | Демографија | Демографија |
| Година      | Становника  | Становника  |
| ----------- | ----------- | ----------- |
| 1948.       | 1.005       |             |
| 1953.       | 1.099       |             |
| 1961.       | 1.206       |             |
| 1971.       | 1.135       |             |
| 1981.       | 1.002       |             |
| 1991.       | 762         | 721         |
| 2002.       | 474         | 512         |
| 2022.       | 272         |             |

| Етнички састав према попису из 2002.‍ | Етнички састав према попису из 2002.‍ | Етнички састав према попису из 2002.‍ | Етнички састав према попису из 2002.‍ | Етнички састав према попису из 2002.‍ |
| ------------------------------------ | ------------------------------------ | ------------------------------------ | ------------------------------------ | ------------------------------------ |
|                                      |                                      |                                      |                                      |                                      |
| Срби                                 | Срби                                 |                                      | 471                                  | 99,36%                               |
| непознато                            | непознато                            |                                      | 3                                    | 0,63%                                |

| Година пописа     | 1948. | 1953. | 1961. | 1971. | 1981. | 1991. | 2002. |
| ----------------- | ----- | ----- | ----- | ----- | ----- | ----- | ----- |
| Број домаћинстава | 125   | 131   | 144   | 150   | 171   | 160   | 132   |

| Број чланова      | 1  | 2  | 3  | 4  | 5  | 6  | 7 | 8 | 9 | 10 и више | Просек |
| ----------------- | -- | -- | -- | -- | -- | -- | - | - | - | --------- | ------ |
| Број домаћинстава | 23 | 28 | 18 | 24 | 13 | 13 | 8 | 2 | 0 | 3         | 3,59   |

| Пол    | Укупно | Неожењен/Неудата | Ожењен/Удата | Удовац/Удовица | Разведен/Разведена | Непознато |
| ------ | ------ | ---------------- | ------------ | -------------- | ------------------ | --------- |
| Мушки  | 210    | 62               | 129          | 19             | 0                  | 0         |
| Женски | 203    | 29               | 130          | 43             | 0                  | 1         |
| УКУПНО | 413    | 91               | 259          | 62             | 0                  | 1         |

| Пол    | Укупно                    | Пољопривреда, лов и шумарство | Рибарство                            | Вађење руде и камена | Прерађивачка индустрија       |
| ------ | ------------------------- | ----------------------------- | ------------------------------------ | -------------------- | ----------------------------- |
| Мушки  | 145                       | 135                           | 0                                    | 0                    | 4                             |
| Женски | 107                       | 100                           | 0                                    | 0                    | 1                             |
| УКУПНО | 252                       | 235                           | 0                                    | 0                    | 5                             |
| Пол    | Производња и снабдевање   | Грађевинарство                | Трговина                             | Хотели и ресторани   | Саобраћај, складиштење и везе |
| Мушки  | 0                         | 1                             | 2                                    | 0                    | 0                             |
| Женски | 0                         | 0                             | 2                                    | 1                    | 1                             |
| УКУПНО | 0                         | 1                             | 4                                    | 1                    | 1                             |
| Пол    | Финансијско посредовање   | Некретнине                    | Државна управа и одбрана             | Образовање           | Здравствени и социјални рад   |
| Мушки  | 0                         | 0                             | 0                                    | 1                    | 1                             |
| Женски | 0                         | 0                             | 0                                    | 1                    | 1                             |
| УКУПНО | 0                         | 0                             | 0                                    | 2                    | 2                             |
| Пол    | Остале услужне активности | Приватна домаћинства          | Екстериторијалне организације и тела | Непознато            | Непознато                     |
| Мушки  | 0                         | 0                             | 0                                    | 1                    | 1                             |
| Женски | 0                         | 0                             | 0                                    | 0                    | 0                             |
| УКУПНО | 0                         | 0                             | 0                                    | 1                    | 1                             |